# 鏑川用水
鏑川用水（かぶらがわようすい）は、群馬県南西部の下仁田町、富岡市、甘楽町、高崎市(吉井地域)、藤岡市に用水を供給する用水路である。鏑川土地改良区（水利組合）が組合員から賦課金を徴収し管理運営している。

## 建設
国営鏑川農業水利事業により1959年（昭和34年）～1970年（昭和45年）にかけて施工され、2本の国営幹線（地下水路）と2つの貯水池、それに付属する群馬県営施設幹線を建設した。

## 施設概要
利根川の支流烏川の支流鏑川のまた支流の南牧川の蝉の谷付近の南牧頭首工から取水し、国営南1号幹線水路で富岡市の大塩湖（面積15ha）へ導水、さらに、国営南2号幹線水路で藤岡市と高崎市にまたがる竹沼（面積13ha）へと、ともに地下の導水管で送水している。これに付設された県営施設幹線（馬山幹線、富岡北部幹線、富岡南部幹線、大塩幹線、善慶寺平幹線、上野平幹線、白倉西部幹線、白倉東部幹線、天引北部幹線、安坪幹線、多胡幹線、多比良幹線、深沢幹線、竹沼西幹線、竹沼東1号幹線、竹沼東2号幹線、竹沼東3号幹線など）を通して、約1400haの農地（主に水田）に農業用水を供給している。富岡北部幹線と富岡南部幹線は、鏑川の支流である野上川からも大口頭首工より取水している。また、この用水は富岡市、甘楽町、高崎市（吉井地域）の上水道にも使用している。

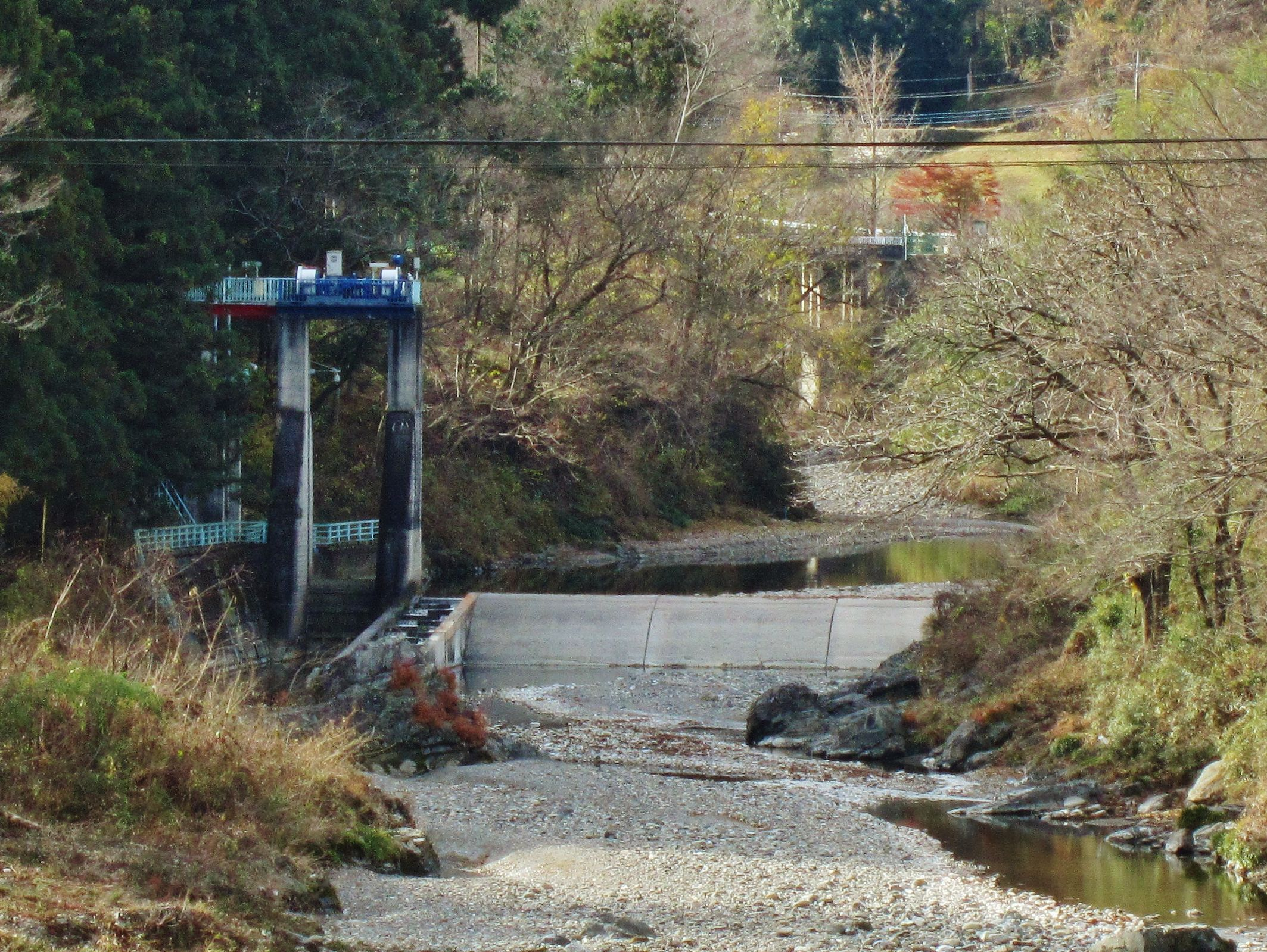
南牧頭首工（下仁田町）
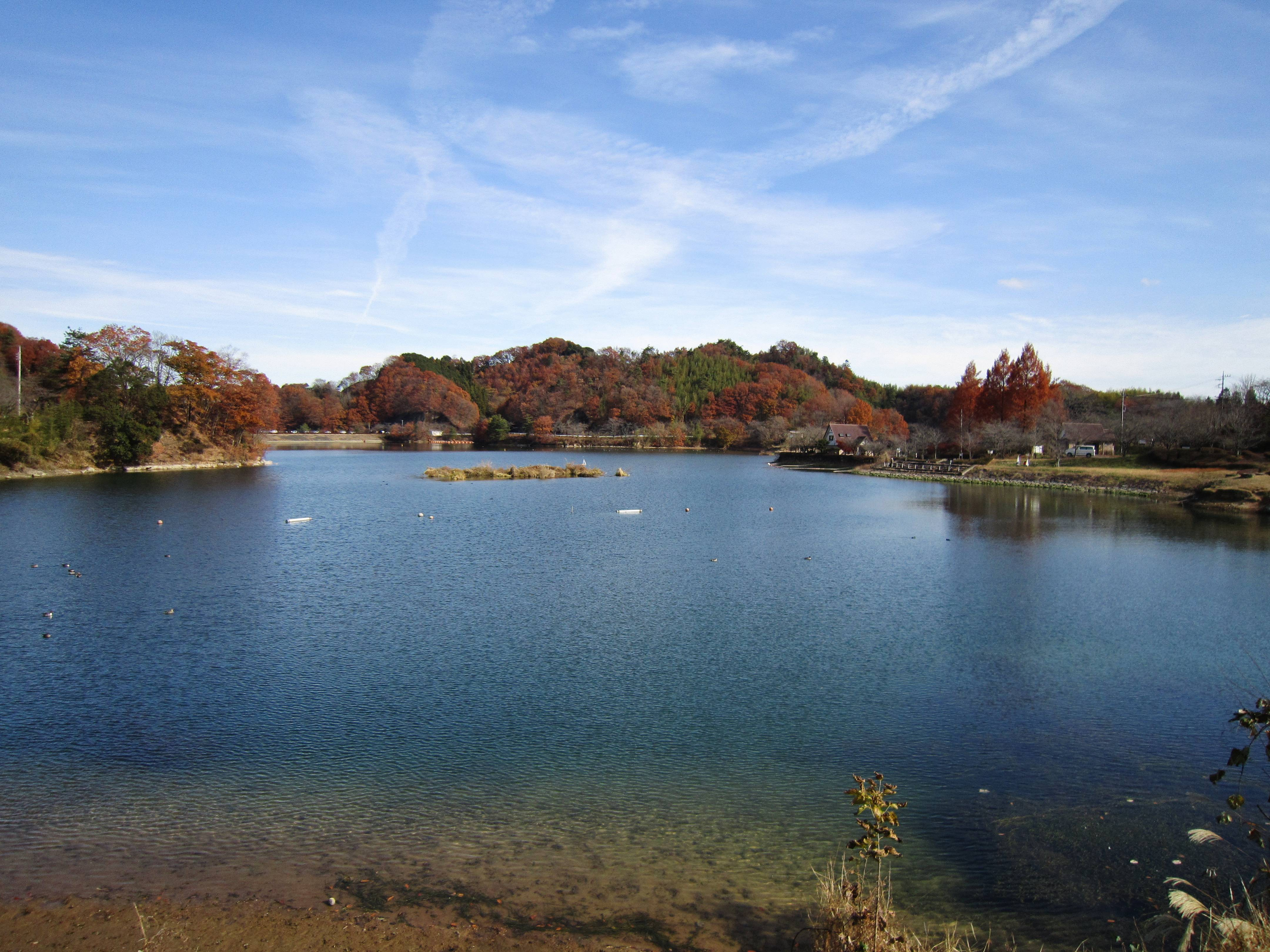
大塩湖
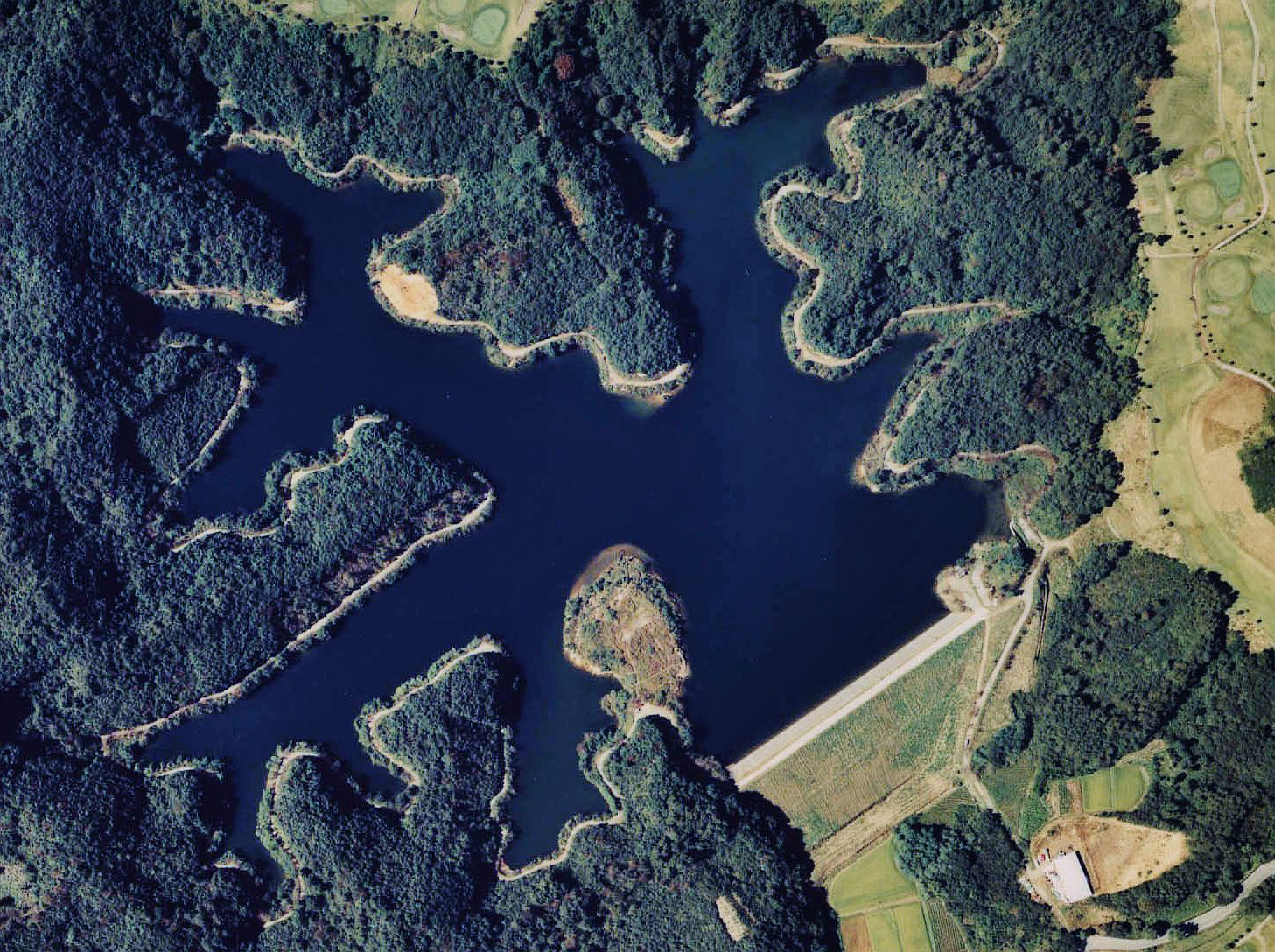
竹沼ダム[2]（高崎市・藤岡市）